# Patagonotothen guntheri
Patagonotothen guntheri és una espècie de peix pertanyent a la família dels nototènids.

## Descripció
- Pot arribar a fer 23 cm de llargària màxima.
- 5-7 espines i 35-37 radis tous a l'aleta dorsal i cap espina i 33-35 radis tous a l'anal.
- 51-53 vèrtebres.
- Les aletes caudal, pectorals i pelvianes són de color groc llimona, mentre que les dorsals i anal són merament grogues. Els extrems de totes les aletes són més clars.[6][7][8]

## Hàbitat
És un peix d'aigua marina, bentopelàgic i de clima temperat (49°S-56°S) que viu entre 30 i 160 m de fondària.

## Distribució geogràfica
Es troba a l'Atlàntic sud-occidental: la Patagònia argentina i al voltant de les illes Malvines.

## Observacions
És inofensiu per als humans.